# Стурноррфорс
«Стурноррфорс» (швед. Stornorrfors) — гідроелектростанція у Швеції, на річці Умеельвен. Розташована приблизно у 15 км на північ від міста Умео. За річним виробництвом електрики займає перше місце серед всіх ГЕС Швеції, за встановленою потужністю — друге місце (після ГЕС «Харспронгет»). Встановлена потужність становить 590 МВт, середнє річне виробництво — 2298 млн кВт·год. Введена в дію 1958 року.
Для пропускання риби (переважно лосося атлантичного і форелі) створені рибопропускні споруди.

## Історія
Гідроелектростанцію було введено в дію 1958 року. За період з 1970-х років до початку 21 століття встановлена потужність ГЕС була збільшена з 375 МВт до 590 МВт.